# الغارات الأمريكية البريطانية على اليمن 2024–25
|  | يجري الآن نقاش حول نقل صفحة الغارات الأمريكية البريطانية على اليمن (2024–الآن) إلى الضربات الصاروخية على اليمن (2024–الآن). جار التوصل إلى اتفاق بشأن النقل في صفحة طلبات النقل. |

الغارات الأمريكية البريطانية على اليمن (2024–25) أو عملية رامي بوسيدون كما تسمِّيها الولايات المتحدة الأمريكية، هي سلسلة من الغارات الجوية والضربات بصواريخ كروز تشنَُها القوات الأمريكية والبريطانية في اليمن، بدأت فجر يوم الجمعة 12 يناير 2024 واستمرت حتى 17 يناير 2025 في مرحلتها الأولى في ولايه الرئيس السابق جو بايدن وفي يوم السبت 15 مارس 2025 أطلقت الولايات المتحدة عملية واسعة النطاق مستمرة حاليا حتى الآن كمرحلة ثانية بعد تولي دونالد ترامب رئاسة الولايات المتحدة للمره الثانيه، وهذه الضربات تأتي  على عدة محافظات يمنية تقع تحت سيطرة حركة أنصار الله الحوثيين. تأتي هذه العمليات المستمرة ردًّا على هجمات القوات المسلحة اليمنية الموالية لحركة أنصار الله الحوثيين على السفن الإسرائيلية والمرتبطة بإسرائيل أو ما يعرف بأزمة البحر الأحمر خلال الحرب الفلسطينية الإسرائيلية بهدف الضغط على إسرائيل لوقف عدوانها على قطاع غزة الذي قُتِل فيه أكثر من 30 ألف فلسطيني معظمهم من النساء والأطفال.
أمر الرئيس الأمريكي جو بايدن بالضربات، واجتمع مجلس الوزراء البريطاني وأذِن ريشي سوناك بالضربات. وقال مسؤولون أمريكيون إنَّ الضربات تهدف إلى إضعاف قدرات الحوثيين على مهاجمة أهداف في البحر الأحمر بدلاً من قتل القادة والمدربين الإيرانيين. ووردت أنباء عن انفجارات في صنعاء والحديدة وتعز والبيضاء وذمار وصعدة وعدة محافظات.10 أبريل 2025: تتعرض محافظة صعدة شمالي اليمن، بشكل خاص، لضربات صاروخية أميركية مركزة وبكثافة عالية، مما يلفت الأنظار ويثير العديد من التساؤلات حول الأهمية الجيوسياسية لصعدة بالنسبة لجميع الأطراف المعنية. حيث تقع صعدة بالقرب من الحدود الجنوبية للمملكة العربية السعودية، التي تعتبرها نقطة استراتيجية مهمة، كما أن إيران تستخدم المتمردين الحوثيين في صعدة كأداة سياسية وعسكرية. من جانبها، ترى الولايات المتحدة أن سلوك جماعة الحوثيين، التي تصنفها كـ "جماعة إرهابية"، قد خرج عن السيطرة وأصبح يشكل تهديدًا للأمن العالمي، مما يستدعي التدخل لإنهاء هذا التمرد.

## الغارات

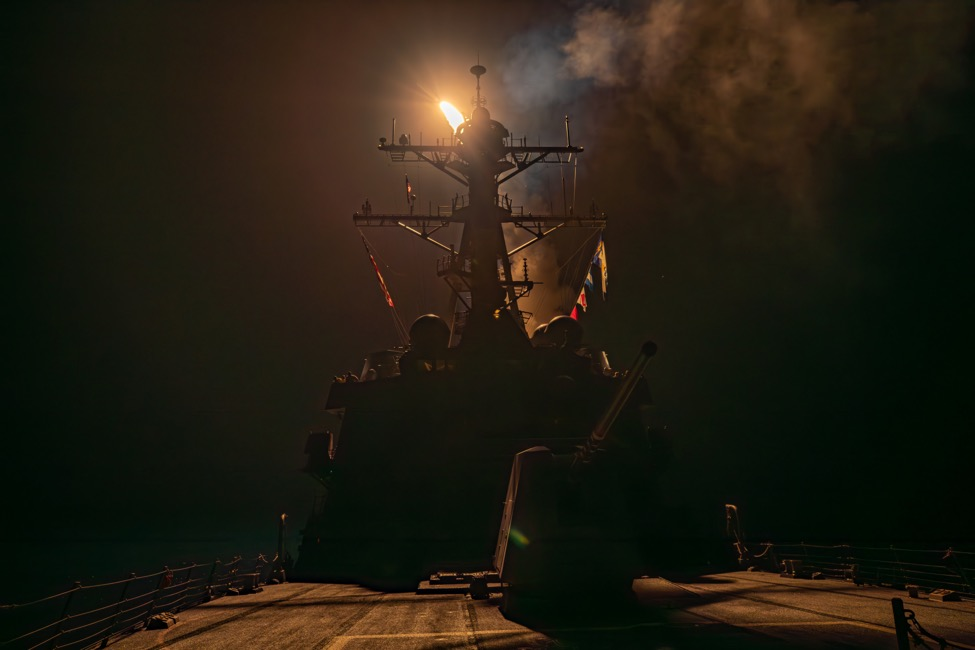
إطلاق صواريخ توماهوك من مدمرة أمريكية

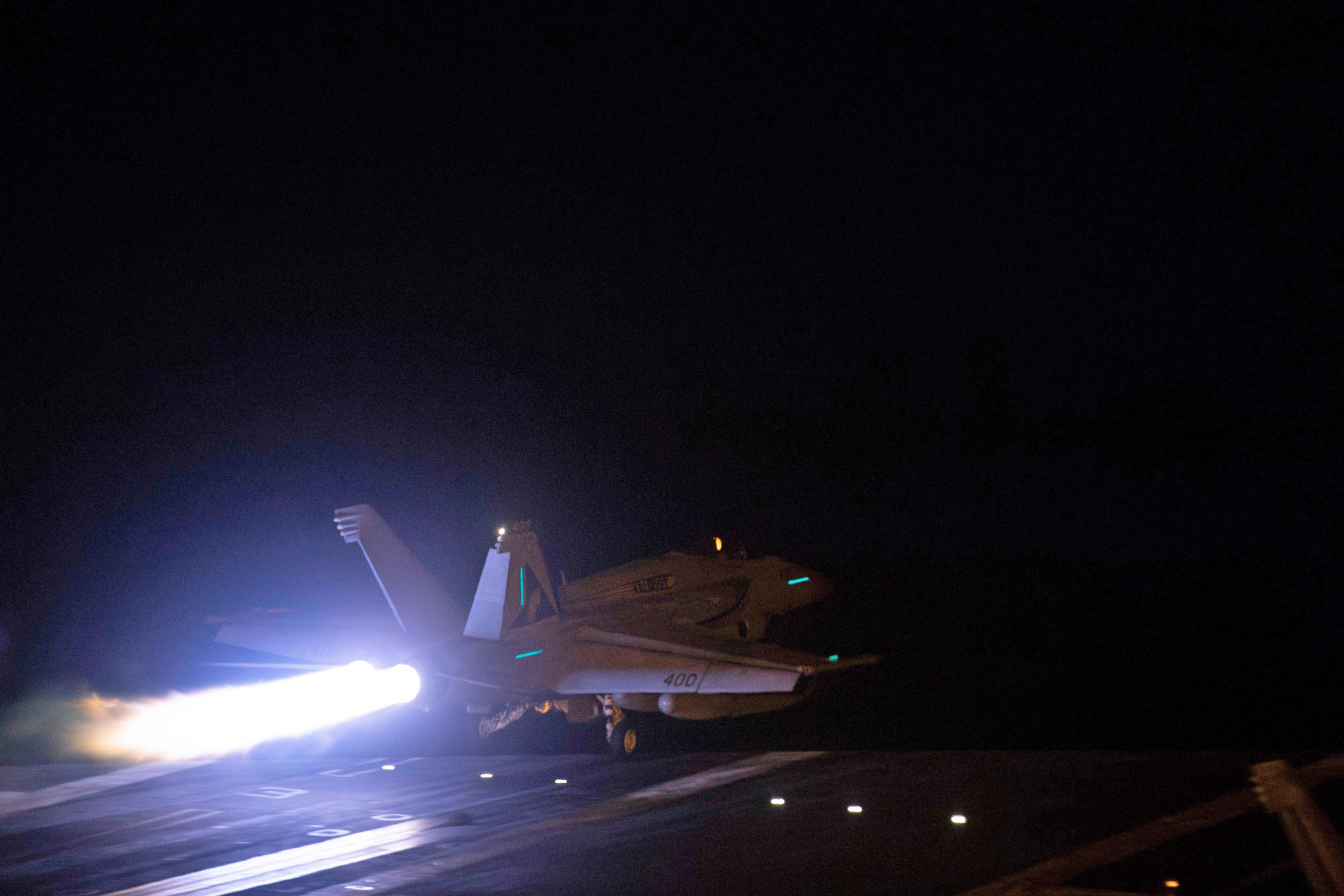
طائرة تابعة للبحرية الأمريكية من طراز إف/إيه-18 هورنت تقلع قبل الضربات

### 12 يناير
في صباح يوم 12 يناير 2024، شنَّت الولايات المتحدة والمملكة المتحدة، بدعم من أستراليا والبحرين وكندا وهولندا، سلسلة من الغارات الجوية ضد الحوثيين في اليمن، بعد يوم واحد من صدور القرار رقم 2722 لمجلس الأمن التابع للأمم المتحدة يدين هجمات الحوثيين في البحر الأحمر. وقال الرئيس الأمريكي جو بايدن إنَّه أمر بالضربات، في حين عقد رئيس الوزراء البريطاني ريشي سوناك اجتماعاً لمجلس وزرائه للسماح بالمشاركة البريطانية.
وتمَّ نشر طائرات مقاتلة أمريكية تحمل قنابل دقيقة التوجيه من قواعد في المنطقة ومن حاملة الطائرات يو إس إس دوايت دي أيزنهاور. أطلقت السفن السطحية والغواصة يو إس إس فلوريدا صواريخ توماهوك. وذكرت هيئة الإذاعة البريطانية (بي بي سي) أن أربع طائرات من طراز تايفون تابعة لسلاح الجو الملكي تمَّ نشرها من قاعدة أكروتيري الجوية في قبرص شاركت في الهجوم. أعلنت القوات الجوية الأمريكية المركزية أنَّ القوات الأمريكية وقوات التحالف استخدمت أكثر من 100 قطعة ذخيرة لضرب أكثر من 60 هدفًا في 16 موقعًا.
ووردت أنباء عن انفجارات في صنعاء والحديدة وذمار. وشملت الأهداف مراكز لوجستية وأنظمة دفاع جوي ومواقع تخزين أسلحة. وبحسب قناة إخبارية تابعة للحوثيين، كان من بين الأهداف التي قصفت مطار الحديدة الدولي ومطار تعز الدولي وقاعدة الديلمي الجوية شمال صنعاء، بالإضافة إلى مطار بالقرب من حجة ومعسكر شرق صعدة.

### 13 يناير
في الساعة 3:45 صباحًا بتوقيت اليمن (ت ع م+03:00) نفذت الولايات المتحدة من جانب واحد ضربة إضافية على موقع رادار بعد تقارير عن انفجار في صنعاء. وقالت القيادة المركزية الأمريكية إن "الإجراء اللاحق" نفذته المدمرة يو إس إس كارني باستخدام صواريخ توماهوك. وفي وقت لاحق من اليوم، أُبلغ عن هجوم آخر في الحديدة استهدف موقعًا لإطلاق الصواريخ على مشارف المدينة.

### 14 يناير
قال الجيش الأمريكي إن إحدى طائراته المقاتلة اعترضت صاروخاً حوثياً مضاداً للسفن أطلق من الحديدة متجهاً نحو السفينة يو إس إس لابون.

### 16 يناير
في الساعة 4:15 صباحًا بتوقيت صنعاء، شنت الولايات المتحدة غارات جوية جديدة في اليمن. قالت الولايات المتحدة إن الغارات استهدفت أربعة صواريخ باليستية حوثية مضادة للسفن كانت قيد الإعداد لاستهداف السفن في المنطقة.

### 17 يناير
في حوالي الساعة 11:59 مساءً، نفذت الولايات المتحدة سلسلة من الضربات الصاروخية، التي انطلقت من السفن والغواصات، ضد 14 هدفا للحوثيين حددتها الولايات المتحدة على أنها تهديد مباشر للشحن في المنطقة.

### 18 يناير
الساعة 3:40 مساءً بتوقيت صنعاء، شنت الولايات المتحدة ضربات مبكرة على ثلاثة صواريخ حوثية ضد السفن التجارية في المنطقة.

### 19 يناير
الساعة 6:45 مساءً، استهدفت طائرة تابعة للبحرية الأمريكية من طراز إف/إيه-18 هورنت، اقلعت من حاملة الطائرات يو إس إس أيزنهاور، صواريخ حوثية ضد السفن في اليمن والتي كانت قيد الإعداد للإطلاق. نقلت قناة المسيرة التابعة للحوثيون عن غارات جوية على حي الجبانة بالحُديدة.

### 20 يناير
في الساعة 4:00 صباحًا، شنت الولايات المتحدة غارات جوية ضد صاروخ حوثي ضد السفن كان معدًا لاستهداف السفن في خليج عدن.

### 22 يناير
وفي حوالي الساعة 11:59 مساءً نفذت الولايات المتحدة والمملكة المتحدة ضربات جوية وصاروخية مشتركة ضد 8 أهداف للحوثيين في جميع أنحاء البلاد، بما في ذلك مواقع الرادارات والطائرات بدون طيار والصواريخ. أفادت قناة المسيرة عن غارات جوية على صنعاء وقاعدة الديلمي الجوية.

### 24 يناير
في حوالي الساعة الثانية، انفجر صاروخ حوثي في البحر على بعد حوالي 100 متر من الجانب الأيمن لسفينة الحاويات ميرسك ديترويت التي ترفع العلم الأمريكي وتمتلكها وتديرها. كانت هذه السفينة والسفينة ميرسك تشيسابيك، وكلاهما ضمن برنامج الأمن البحري التابع للإدارة البحرية الأمريكية واتفاقية النقل البحري الطوعية متعددة الوسائط، تحملان بضائع من وزارة الدفاع الأمريكية ووزارة الخارجية الأمريكية والوكالة الأمريكية للتنمية الدولية وغيرها من الوكالات الحكومية الأمريكية من عمان، وترافقها سفن بحرية أمريكية أثناء تواجدهم بالقرب من مضيق باب المندب. تم إسقاط صاروخين آخرين بواسطة يو إس إس جرافلي. في أعقاب الحادث، علقت شركة ميرسك الإبحار في البحر الأحمر، وعادت السفينتان إلى خليج عدن.

### 27 يناير
في حوالي الساعة 3:45 صباحًا بالتوقيت المحلي، نفذت الولايات المتحدة ضربة ضد صاروخ حوثي مضاد للسفن يستهدف البحر الأحمر، وكان جاهزًا للإطلاق.

### 31 يناير
وفي حوالي الساعة 3:30 مساءً، نفذت الولايات المتحدة ضربة ضد صاروخ أرض-جو كان يشكل تهديدًا للطائرات الأمريكية.

### 1 فبراير
في حوالي الساعة 1:30 صباحًا، قالت الولايات المتحدة إنها نفذت ضربات ضد محطة تحكم أرضية للطائرات بدون طيار و10 طائرات بدون طيار.

### 3 فبراير
وفي حوالي الساعة 7:20 مساءً، ضربت الولايات المتحدة ستة صواريخ كروز مضادة للسفن تم تحديدها على أنها "تهديد وشيك" بينما كانت تستعد للإطلاق ضد السفن في البحر الأحمر.
وفي حوالي الساعة 11:30 مساءً، أعلنت الولايات المتحدة والمملكة المتحدة تنفيذ ضربات على 36 هدفًا للحوثيين في 13 موقعًا. وقالت إن المواقع المستهدفة شملت مرافق تخزين مختلفة تحت الأرض، ومراكز قيادة وسيطرة، وأنظمة صواريخ، ومواقع تخزين وتشغيل الطائرات بدون طيار، والرادارات، والمروحيات. تم ضرب المواقع باستخدام طائرات مقاتلة من طراز إف/إيه-18 من حاملة الطائرات الأمريكية دوايت دي أيزنهاور وصواريخ توماهوك من السفن يو إس إس جرافلي ويو إس إس كارني من البحر الأحمر.

### 4 فبراير
في حوالي الساعة 4 صباحًا بالتوقيت المحلي، ضربت الولايات المتحدة صاروخ كروز مضاد للسفن والذي تم تحديده على أنه تهديد وشيك.

### 7 فبراير
في 7 مساءً بالتوقيت المحلي، نفذت الولايات المتحدة ضربات ضد صاروخين متحركين مضادين للسفن تابعين للحوثيين. ووقعت ضربة ثانية ضد صاروخ كروز متحرك تابع للحوثيين في الساعة 11:30 مساءً. أثناء استعدادها لاستهداف السفن في البحر الأحمر. وذكرت وسائل إعلام تابعة للحوثيين استهداف مواقع في محافظة الحديدة.

### 8 فبراير
نفذت الولايات المتحدة سبع ضربات ضد زوارق مسيرة بدون بحار تابعة للحوثيين وصواريخ كروز مضادة للسفن كانت معدة للإطلاق على السفن في البحر الأحمر.

### 9 فبراير
شنت الولايات المتحدة ما مجموعه سبع ضربات ضد زوارق مسيرة بدون بحار تابعة للحوثيين، وصواريخ كروز متنقلة مضادة للسفن، وصاروخ كروز للهجوم البري كانت معدة للإطلاق ضد السفن في البحر الأحمر. وزعم الحوثيون أن 17 من مقاتليهم قتلوا في الغارات.

### 10 فبراير
نفذت الولايات المتحدة فجر اليوم خمس ضربات ضد زوارق مسيرة بدون بحار تابعة للحوثيين وصواريخ كروز متنقلة مضادة للسفن شمال الحديدة.

### 13 فبراير
شنت الولايات المتحدة ضربة على صاروخ كروز متحرك مضاد للسفن تابع للحوثيين كان يجري إعداده لاستهداف السفن في المنطقة.

### 14 فبراير
نفذت الولايات المتحدة أربع ضربات ضد سبعة صواريخ كروز مضادة للسفن، وثلاث طائرات بدون طيار، وزورق بدون بحار في المناطق التي يسيطر عليها الحوثيون في اليمن.

### 15 فبراير
نفذت الولايات المتحدة ضربتين ضد صواريخ كروز مضادة للسفن كانت معدة للإطلاق.

### 16 فبراير
نفذت الولايات المتحدة ضربتين ضد صواريخ كروز مضادة للسفن.

### 17 فبراير
وقال الجيش الأمريكي إنه دمر غواصة بدون ربان وزورق بدون بحار بينما قام أيضًا بثلاث ضربات ضد صواريخ كروز مضادة للسفن.

### 20 فبراير
أسقطت الدفاعات الجوية الحوثية طائرة أمريكية بدون طيار من طراز إم كيو-9 ريبر بالقرب من الحديدة.

### 24 فبراير
أعلنت القيادة المركزية الأميركية أن المدمرة يو.إس.إس ميسون (دي.دي.جي 87) أسقطت صاروخا باليستيا مضادا للسفن أطلق من مناطق يسيطر عليها الحوثيون في اليمن على خليج عدن، مضيفة أنه كان يستهدف على الأرجح ناقلة وقود. ونفذت الولايات المتحدة والمملكة المتحدة أكثر من اثنتي عشرة غارة جوية ضد 18 موقعًا للحوثيين. وأعلن مسؤولون أمريكيون عن استهداف منشآت تخزين الأسلحة تحت الأرض، ومنشآت تخزين الصواريخ، وأنظمة الطيران بدون طيار، وأنظمة الدفاع الجوي، والرادارات، وطائرة هليكوبتر.

### 26 فبراير
بين الساعة 4:45 مساءً والساعة 11:45 مساءً بالتوقيت المحلي، دمرت الضربات الأمريكية ثلاث طائرات بدون طيار وصاروخين كروز مضادين للسفن.

### 29 فبراير
نفذت الولايات المتحدة ضربتين استهدفتا ستة صواريخ كروز مضادة للسفن للحوثيين كانت معدة للانطلاق نحو البحر الأحمر.

### 1 مارس
شنت الولايات المتحدة ضربة استهدفت صاروخ أرض جو حوثيًا اعتبر أنه يشكل تهديدًا للطائرات الأمريكية في المنطقة.

### 4 مارس
نفذت الولايات المتحدة ضربات استهدفت صاروخين حوثيين مضادين للسفن، شكلا تهديدًا للسفن التجارية وسفن البحرية الأمريكية في المنطقة.

### 6 مارس
نفذت الولايات المتحدة ضربات ضد طائرتين بدون طيار في منطقة يسيطر عليها الحوثيون في اليمن.

### 7 مارس
نفذت الولايات المتحدة ضربات ضد أربعة صواريخ كروز متنقلة مضادة للسفن تابعة للحوثيين ومركبة جوية بدون طيار تابعة للحوثيين.

### 8 مارس
نفذت الولايات المتحدة ضربات ضد صاروخين مضادين للسفن مثبتين على شاحنات تابعة للحوثيين.

### 11 مارس
شنت الولايات المتحدة ست ضربات جوية دمرت غواصة بدون ربان و18 صاروخا مضادا للسفن في المناطق التي يسيطر عليها الحوثيون في اليمن.

### 13 مارس
نفذت الولايات المتحدة ضربات ضد 4 أنظمة جوية بدون طيار وصاروخ أرض-جو في المناطق التي يسيطر عليها الحوثيون في اليمن.

### 14 مارس
نفذت الولايات المتحدة ضربات ضد تسعة صواريخ مضادة للسفن وطائرتين بدون طيار في المناطق التي يسيطر عليها الحوثيون في اليمن.

### 16 مارس
نفذت الولايات المتحدة ضربات ضد خمس سفن سطحية بدون ربان وطائرة بدون طيار في المناطق التي يسيطر عليها الحوثيون في اليمن.

### 18 مارس
وشنت الولايات المتحدة ضربات ضد سبعة صواريخ مضادة للسفن وثلاث طائرات مسيرة وثلاث حاويات تخزين أسلحة في المناطق التي يسيطر عليها الحوثيون في اليمن.

### 22 مارس
شنت الولايات المتحدة ضربات ضد ثلاث منشآت تخزين تحت الأرض تابعة للحوثيين وأربع طائرات بدون طيار في المناطق التي يسيطر عليها الحوثيون في اليمن، بما في ذلك صنعاء.

### 30 مارس
نفذت الولايات المتحدة ضربة على إحدى الأنظمة الجوية بدون طيار في المناطق التي يسيطر عليها الحوثيون في اليمن.

### 4 أبريل
نفذت الولايات المتحدة ضربة ضد صاروخ مضاد للسفن في منطقة يسيطر عليها الحوثيون في اليمن.

### 6 أبريل
نفذت الولايات المتحدة ضربات على نظام صواريخ أرض-جو متنقل في الأراضي التي يسيطر عليها الحوثيون في اليمن.

### 8 أبريل
نفذت الولايات المتحدة ضربات على نظام دفاع جوي ومحطة مراقبة أرضية في المناطق التي يسيطر عليها الحوثيون في اليمن.

### 10 أبريل
شنت الولايات المتحدة ضربات على ثماني طائرات بدون طيار في المناطق التي يسيطر عليها الحوثيون في اليمن.

### 14 أبريل
شنت الولايات المتحدة ضربات على أربع طائرات بدون طيار في المناطق التي يسيطر عليها الحوثيون في اليمن.

### 16 أبريل
شنت الولايات المتحدة غارات على طائرتين بدون طيار في المناطق التي يسيطر عليها الحوثيون في اليمن.

### 25 أبريل
شنت الولايات المتحدة غارات على سفينة سطحية بدون ربان وطائرة بدون طيار في المناطق التي يسيطر عليها الحوثيون في اليمن.

### 30 أبريل
نفذت الولايات المتحدة ضربات على سفينة سطحية بدون ربان في المناطق التي يسيطر عليها الحوثيون في اليمن.

### 2 مايو
شنت الولايات المتحدة ضربات على ثلاثة طائرات بدون طياار في منطقة يسيطر عليها الحوثيون في اليمن.

### 13 مايو
شنت الولايات المتحدة ضربات على نظام جوي غير مأهول في المناطق التي يسيطر عليها الحوثيون في اليمن.

### 15 مايو
شنت الولايات المتحدة ضربات على أربع أنظمة جوية غير مأهولة في المناطق التي يسيطر عليها الحوثيون في اليمن.

### 22 مايو
شنت الولايات المتحدة ضربات على أربع أنظمة جوية غير مأهولة في المناطق التي يسيطر عليها الحوثيون في اليمن.

### 24 مايو
نفذت الولايات المتحدة ضربات على صاروخ كروز في المناطق التي يسيطر عليها الحوثيون في اليمن.

### 29 مايو
نفذت الولايات المتحدة ضربات على منصتي إطلاق صواريخ في المناطق التي يسيطر عليها الحوثيون في اليمن.

### 30 مايو
شنت القوات المسلحة الأمريكية والبريطانية ضربات جوية ضد 13 هدفًا للحوثيين. نفذت طائرات أمريكية من حاملة الطائرات يو إس إس دوايت دي أيزنهاور وسفن حربية أمريكية أخرى في المنطقة غارات جوية على منشآت تحت الأرض ومنصات إطلاق صواريخ ومواقع قيادة وسيطرة وسفينة للحوثيين ومواقع أخرى في اليمن. كما نفذت طائرات تايفون التابعة للقوات الجوية الملكية ضربات في الحديدة وضد أسلحة الحوثيين والبنية التحتية. وفي الحديدة، قال الحوثيون إن الضربات استهدفت منازل المدنيين ومقر إذاعة الحديدة. أقر الحوثيون بمقتل 16 شخصا وإصابة 35 آخرين، وهو أعلى عدد من القتلى تم تسجيله خلال الحملة الأمريكية والبريطانية.
بالإضافة إلى ذلك، نفذت الولايات المتحدة ضربات على ثماني طائرات بدون طيار في المناطق التي يسيطر عليها الحوثيون في اليمن.

### 7 يونيو
أفادت وسائل الإعلام الرسمية للحوثيين عن أربع غارات جوية أمريكية وبريطانية مشتركة على مطار الحديدة الدولي وميناء الصليف، وضربتين إضافيتين على منطقة الثورة.
قالت الولايات المتحدة في وقت لاحق إنها دمرت زورق دورية للحوثيين في البحر الأحمر وأربع طائرات بدون طيار وصاروخين في اليمن.

### 11 يونيو
قالت الولايات المتحدة إنها دمرت قاذفتين لصواريخ كروز مضادة للسفن في اليمن، قائلة إنهما تشكلان تهديدا للسفن في المنطقة.

### 12 يونيو
شنت الولايات المتحدة ضربات على ثلاث منصات إطلاق صواريخ كروز مضادة للسفن في المناطق التي يسيطر عليها الحوثيون في اليمن.

### 13 يونيو
شنت الولايات المتحدة ضربات على جهاز استشعار للدفاع الجوي في المناطق التي يسيطر عليها الحوثيون في اليمن.

### 14 يونيو
شنت الولايات المتحدة ضربات على سبعة رادارات في المناطق التي يسيطر عليها الحوثيون في اليمن. قالت الولايات المتحدة إن الرادارات المستهدفة سمحت للحوثيين باستهداف السفن البحرية وتعريض الشحن التجاري للخطر.

### 15 يونيو
ذكرت القيادة المركزية الأمريكية أن جيشها دمر سبعة أنظمة رادار تابعة للحوثيين في اليمن، مكنت الجماعة من تحديد مواقع السفن التجارية واستهدافها. كما زعمت أنه تم تدمير طائرة بدون طيار تابعة للحوثيين ومركبتين أمريكيتين في البحر الأحمر.

### 17 يونيو
نفذت الولايات المتحدة والمملكة المتحدة ست غارات جوية على الأقل على مطار الحديدة الدولي وأربع غارات على جزيرة كمران.

### 19 يونيو
نفذت الولايات المتحدة والمملكة المتحدة ثلاث غارات جوية على مواقع في منطقة الطائف بمديرية الدريهمي بمحافظة الحديدة، وأربع غارات جوية على المجمع الحكومي في مديرية الجبين بمحافظة ريمة.

### 28 يونيو
أعلنت القيادة المركزية الأمريكية أن الضربات الأمريكية دمرت سبع طائرات بدون طيار ومحطة أرضية للتحكم في الطائرات بدون طيار في الأراضي التي يسيطر عليها الحوثيون خلال اليوم.

### 11 يوليو
شنت الولايات المتحدة والمملكة المتحدة خمس غارات جوية، أصابت أهدافًا في منطقة رأس عيسى الواقعة إلى الشمال الغربي من الحديدة. وفي الوقت نفسه، ذكرت القيادة المركزية الأمريكية أنها دمرت خمس طائرات بدون طيار تابعة للحوثيين في البحر الأحمر، وطائرة بدون طيار أخرى في الأراضي التي يسيطر عليها الحوثيون.

### 12 يوليو
ذكرت القيادة المركزية الأمريكية أنها دمرت ثلاث طائرات بدون طيار في الأراضي التي يسيطر عليها الحوثيون. وفي الوقت نفسه، ذكرت وسائل الإعلام اليمنية أن الولايات المتحدة والمملكة المتحدة نفذتا ثلاث غارات جوية على مطار الحديدة الدولي.

### 14 يوليو
نفذت الولايات المتحدة والمملكة المتحدة غارة جوية في مديرية ميدي بمحافظة حجة، وغارتين جويتين على مطار الحديدة الدولي، وضربت أيضًا منطقة البحيصي في محافظة الحديدة. صرحت القيادة المركزية الأمريكية أن الجيش الأمريكي دمر طائرتين بدون طيار تابعة للحوثيين في البحر الأحمر، بالإضافة إلى تدمير طائرة بدون طيار أخرى في الأراضي التي تسيطر عليها الجماعة.

### 26 يوليو
نفذت الولايات المتحدة والمملكة المتحدة أربع غارات جوية على جزيرة كمران.

### 27 يوليو
نفذت الولايات المتحدة والمملكة المتحدة أربع غارات جوية على مطار الحديدة الدولي، والتي ضربت أهدافًا للحوثيين وفقًا للسكان.

### 3 أغسطس
أعلنت القيادة المركزية الأمريكية أن القوات الأمريكية دمرت صاروخًا وقاذفة حوثية.

## تقييمات
ووفقاً للفريق دوجلاس سيمز، مدير هيئة الأركان المشتركة للجيش الأمريكي، فإن الضربات الأولية في 12 يناير حققت بنجاح هدفها المتمثل في الإضرار بقدرة الحوثيين على شن هجمات معقدة بطائرات بدون طيار وصواريخ مماثلة لتلك التي نفذتها في 10 يناير. وقدر مسؤولان أمريكيان، تحدثا لصحيفة نيويورك تايمز، أن الضربات ألحقت أضرارًا أو دمرت حوالي 20 إلى 30 بالمائة من القدرة الهجومية للحوثيين. على الرغم من إتلاف أو تدمير حوالي 90 بالمئة من الأهداف المختارة، أضاف المسؤولون أن تحديد أهداف الحوثيين أثبت أنه أكثر صعوبة مما كان متوقعا. في 18 يناير، أقر جو بايدن بأن الضربات لم تمنع الحوثيين من مواصلة مهاجمة السفن، لكنه قال إن الجهود الرامية إلى وقفها ستستمر.

## ردود الفعل

### الحكومة اليمنية
أصدرت الحكومة اليمنية المعترف بها دولياً بياناً لوكالة سبأ للأنباء يدين بشدة الأعمال العسكرية التي يقوم بها الحوثيون، وتلقي باللوم عليهم في "استدعاء الضربات العسكرية وجر البلاد إلى ساحة مواجهة عسكرية لأغراض دعائية بدعاوى مضللة لا علاقة لها بنصرة الشعب الفلسطيني".
وأكدت الحكومة من جديد حقها في تعزيز الأمن في منطقة البحر الأحمر، قائلة إن الاستقرار هناك وعلى المستوى العالمي "لا يمكن تحقيقه إلا من خلال استعادة مؤسسات الدولة الشرعية في اليمن". وفي معرض تأكيدها دعمها للقضية الفلسطينية، حذرت الحكومة اليمنية من أن "العدوان الإسرائيلي في الأراضي المحتلة يهدد بالمزيد من زعزعة استقرار المنطقة وتهديد السلم والأمن الدوليين".

### الحوثيون
وصف نائب وزير خارجية حكومة الحوثيين، حسين العزي، الهجمات بأنها "عدوان سافر"، وقال إن الولايات المتحدة والمملكة المتحدة "ستدفعان ثمناً باهظاً" في مقابلة مع قناة المسيرة. وبالمثل، تعهد المسؤول الحوثي علي القحوم بأنه سيكون هناك انتقام في منشور على منصة إكس.
وأعلن محمد عبد السلام، المتحدث باسم الجماعة، أن الحوثيين سيواصلون استهداف السفن الإسرائيلية أو أي سفن متجهة إلى موانئ فلسطين المحتلة، قائلاً إن الولايات المتحدة والمملكة المتحدة مخطئتان في الاعتقاد بأن الضربات "ستردع" اليمن من دعم فلسطين وغزة.
في أعقاب الضربات الأولية في 12 يناير، خرجت احتجاجات في صنعاء وفي مدن أخرى يسيطر عليها الحوثيون مثل الحديدة وإب، للتنديد بالعمليات العسكرية الأمريكية والبريطانية.

### الولايات المتحدة
وكانت ردود الفعل في الكونجرس متباينة، حيث أيد البعض الضربات الجوية وأدان البعض الآخر بايدن لاستخدامه القوة العسكرية دون موافقة الكونجرس. ادعى بعض النقاد أنه، وفقًا للمادة الأولى من الدستور، يحتاج بايدن إلى الحصول على إذن من الكونجرس قبل البدء في العمل العسكري، على الرغم من أن قرار سلطات الحرب لعام 1973 يسمح للرئيس باتخاذ إجراء عسكري من جانب واحد ولكن يجب عليه إخطار الكونجرس في غضون 48 ساعة، على الرغم من أن مؤيدي ومعارضي الضربات يختلفون على أن الضربات يمكن اعتبارها دفاعية.
وصرح الرئيس جو بايدن أن "الإجراء الدفاعي اليوم يأتي في أعقاب هذه الحملة الدبلوماسية واسعة النطاق والهجمات المتصاعدة للمتمردين الحوثيين ضد السفن التجارية". وأكد كذلك: "لن أتردد في توجيه المزيد من الإجراءات لحماية شعبنا والتدفق الحر للتجارة الدولية حسب الضرورة".
ورحب زعيم الجمهوريين في مجلس الشيوخ ميتش ماكونيل بهذا الإجراء لكنه قال إن قرار الرئيس تأخر.
تجمع المتظاهرون خارج البيت الأبيض بعد عدة ساعات من الغارات، مرددين هتافات تدين الغارات الجوية وتطالب بوقفها.
في 17 يناير، أعادت إدارة بايدن حركة الحوثي إلى قائمتها للكيانات الإرهابية العالمية المصنفة خصوصًا، لكنها لم تعيد تصنيفها كمنظمة إرهابية أجنبية.

### المملكة المتحدة
وقال رئيس الوزراء ريشي سوناك إن الضربات تنبع من مبدأ "الدفاع عن النفس". وأكد أيضًا أن المملكة المتحدة تلقت مساعدة ودعمًا "غير عملي" من هولندا وكندا والبحرين في الضربات.
وأشارت المملكة المتحدة إلى أن المؤشرات الأولية تشير إلى أن قدرة الحوثيين على تهديد الشحن التجاري قد "تعرضت لضربة". وانتقد حزبان، الديمقراطيون الليبراليون وحزب الخضر في إنجلترا وويلز، الحكومة لتجاوزها البرلمان، بينما قال زعيم الحزب الوطني الاسكتلندي في مجلس العموم، ستيفن فلين، إنه "يتعين على حكومة المملكة المتحدة المثول أمام البرلمان في أسرع وقت ممكن، ولذلك يجب استدعاء النواب إلى وستمنستر".

### دول أخرى
- السعودية: دعت وزارة الخارجية السعودية إلى ضبط النفس و"تجنب التصعيد" في ضوء الغارات الجوية التي تشنها الولايات المتحدة وبريطانيا على مواقع مرتبطة بحركة الحوثي في اليمن.[116][117][118]
- إيران: نددت وزارة الخارجية الإيرانية بالضربات ووصفتها بأنها "انتهاك واضح لسيادة اليمن وسلامة أراضيه" وانتهاك للقوانين الدولية.
- مصر: أعربت وزارة الخارجية عن "قلقها العميق" إزاء تصعيد العمليات العسكرية في البحر الأحمر والضربات الجوية في اليمن، كما دعت إلى "توحيد" الجهود الدولية والإقليمية للحد من عدم الاستقرار في المنطقة.
- أستراليا: قال وزير الدفاع ريتشارد مارلز للصحفيين إن قرار شن الضربات "لم يؤخذ على محمل الجد"،[119] قائلاً إن الإجراء المتخذ كان يتعلق "بالحفاظ على حرية الملاحة في أعالي البحار".[120] أدان حزب الخضر الأسترالي وحزب العمال النيوزيلندي الحكومة، مشيرًا إلى أن دعم الضربات الأمريكية والبريطانية يرقى إلى "تصعيد خطير في وقت السلام".[121][122]
- الدنمارك صرح وزير الخارجية الدنمارك لارس لوكه راسموسن بدعم الدنمارك الكامل للضربات.[123]
- كندا: أيدت وزيرة الخارجية ميلاني جولي ووزير الدفاع الوطني بيل بلير الهجمات، حيث ذكر الوزيران أن الضربات كانت "متوافقة مع ميثاق الأمم المتحدة".[124]
- الصين: حث المتحدث باسم وزارة الخارجية ماو نينغ على ضبط النفس.[125]
- روسيا: أدانت المتحدثة باسم وزارة الخارجية ماريا زاخاروفا الهجوم.[126] وصف المتحدث باسم الرئاسة ديمتري بيسكوف الضربات بأنها "غير شرعية" بموجب القانون الدولي، لكنه دعا الحوثيين أيضًا إلى التوقف عن مهاجمة السفن التجارية، وهو ما وصفه بأنه "خاطئ للغاية".[127]
- فرنسا: أكد وزير الشؤون الأوروبية والخارجية ستيفان سيجورنيه من جديد إدانة فرنسا لضربات الحوثيين على السفن التجارية، مشيرًا إلى أنه "بهذه الأعمال المسلحة، يتحمل الحوثيون المسؤولية الخطيرة للغاية عن التصعيد في المنطقة". ومع ذلك، لم تعرب الحكومة الفرنسية عن دعمها للغارات الجوية الأمريكية والبريطانية.[128]
- ألمانيا: أعربت وزيرة الخارجية أنالينا بيربوك عن الدعم السياسي للحكومة الألمانية للضربة العسكرية، وقالت إنها نُفذت "بما يتوافق مع الحق الفردي والجماعي في الدفاع عن النفس".[129]
- هولندا: أعرب رئيس الوزراء مارك روتي عن دعمه للهجمات، قائلاً إن "الإجراء الأمريكي البريطاني يستند إلى حق الدفاع عن النفس، ويهدف إلى حماية حرية المرور ويركز على الدفاع عن النفس."
- نيوزيلندا: أعرب وزير الخارجية وينستون بيترز ووزيرة الدفاع جوديث كولينز عن دعمهما للضربات، حيث ذكر بيترز أن "الضربات تدعم الأمن والتجارة الدوليين، والتي يؤيدها النيوزيلنديون". وأشارت كولينز إلى أن الضربات كانت "مثالًا جيدًا على توحيد المجتمع الدولي لمواجهة تهديد خطير للأمن الدولي".[130]
- عمان: قال وزير الخارجية بدر البوسعيدي إن الهجوم يتعارض مع نصيحة بلاده وأنه لن يؤدي إلا إلى صب الزيت على موقف خطير للغاية. وذكرت وسائل الإعلام الرسمية أن الحكومة نددت بالعمل العسكري الذي قامت به "دول صديقة".[131]
- تركيا: اتهم الرئيس رجب طيب أردوغان المملكة المتحدة بمحاولة جعل المنطقة المحيطة بالبحر الأحمر "بحرًا من الدماء".[132]
- سوريا: أدانت سوريا العدوان وما يمثله من تهديد للأمن والاستقرار في منطقة البحر الأحمر والملاحة فيه، وأدعت أنه محاولة يائسة لحرف أنظار الرأي العام العالمي عمّا يرتكبه كيان الاحتلال الإسرائيلي من جرائم حرب ضد الشعب الفلسطيني.[133]
- كوسوفو صرحت وزيرة الخارجية دونيكا جيرفالا أن "جمهورية كوسوفو تدعم بشكل كامل العمليات العسكرية لشركائنا الدوليين" ضد الحوثيين، مضيفة أن كوسوفو "كدولة ديمقراطية بعمق، تنحاز بوضوح إلى شركائها الاستراتيجيين في الجهود  للحفاظ على السلام والأمن في العالم".[134]
- قبرص قال المتحدث باسم وزارة الخارجية ثيودوروس جوتسيس إن الحكومة القبرصية على "اتصال مستمر مع المملكة المتحدة" ضمن الإطار الذي حددته اتفاقية لندن وزيورخ فيما يتعلق بدخول القواعد العسكرية البريطانية في قبرص. ودعا أيضا إلى "وقف فوري لجميع الإجراءات التي تهدد الملاحة الحرة والآمنة"، نظرا إلى "البصمة البحرية الكبيرة" لقبرص في المنطقة. قال مجلس السلام القبرصي إن المشاركة البريطانية في الضربات الجوية في اليمن حولت قبرص إلى "قاعدة حرب" وأعلن عن خطط لتنظيم مظاهرة أمام قاعدة سلاح الجو الملكي البريطاني في أكروتيري التي توجد فيها القواعد البريطانية في قبرص في 14 يناير.[135]
- اليابان وصرح المتحدث باسم وزارة الخارجية كوباياشي ماكي أن اليابان تدعم "تصميم الولايات المتحدة والدول المعنية على الوفاء بمسؤوليتها في ضمان الملاحة الحرة والآمنة للسفن البحرية".

### الجماعات المسلحة
- حماس: قال سامي أبو زهري الناطق الرسمي باسم الحركة في تصريح صحفي إن "العدوان الأمريكي البريطاني على مواقع القوات اليمنية يستفز الأمة برمتها ويشير إلى نية توسيع منطقة الصراع إلى ما هو أبعد من حدود غزة ولهذا تداعيات".[136]
- حزب الله: أدان مكتب العلاقات الإعلامية "العدوان الأمريكي البريطاني السافر على اليمن الشقيق وأمنه وسيادته".[137]
- الجهاد الإسلامي: أعربت الجماعة في بيان صحفي عن دعمها للحوثيين وقالت إن "هذا العدوان يأتي كجزء من المساعدات العسكرية الأمريكية والبريطانية لإسرائيل ويثبت أن الإدارة الأمريكية هي المسؤولة عن حرب الإبادة الجماعية الإسرائيلية ضد الشعب الفلسطيني في غزة".[136]
- الجبهة الشعبية لتحرير فلسطين: أدانت الجماعة في بيان لها الضربات ضد اليمن وذكرت أن "أهداف تحالف الشر الخبيثة ليست حماية الملاحة البحرية في البحر الأحمر، بل حماية أمن الكيان الصهيوني."[138]
- الحشد الشعبي: قبل الضربات، قالت المقاومة الإسلامية في العراق أنه إذا تعرضت اليمن لهجوم من قبل الولايات المتحدة والمملكة المتحدة، "فسوف نهاجم القاعدة الأمريكية" بكل ما في وسعنا".[139] بعد الغارات الجوية الأولية، وردت تقارير عن سماع قنبلة وصفارات الإنذار في سفارة الولايات المتحدة في العراق.

### شركات الطاقة
شركة قطر للطاقة ثاني اكبر شركة في العالم للغاز الطبيعي المسال قامت بتعليق إرسال الناقلات عبر البحر الأحمر، واضطرت ناقلات الغاز الطبيعي المسال إلى الإبحار حول أفريقيا عبر رأس الرجاء الصالح لتجنب منطقة الحرب.

### المنظمات الحكومية الدولية
- الناتو: قال متحدث باسم الناتو "إن هذه الضربات كانت دفاعية ومصممة للحفاظ على حرية الملاحة في أحد الممرات المائية الأكثر حيوية في العالم".[142]
- الأمم المتحدة: قال المتحدث باسم الأمين العام أنطونيو جوتيريش إنه دعا جميع الأطراف "إلى عدم تصعيد الوضع لصالح السلام والاستقرار في البحر الأحمر والمنطقة الأوسع."[142]